# Lasioglossum balboae
Lasioglossum balboae là một loài Hymenoptera trong họ Halictidae. Loài này được Cockerell mô tả khoa học năm 1928.